# Zwemmen op de Olympische Zomerspelen 2024 – 4×200 meter vrije slag mannen
De 4×200 meter vrije slag mannen op de Olympische Zomerspelen 2024 vond plaats op 30 juli 2024 in de Paris La Défense Arena. Regerend olympisch kampioen was Groot-Brittannië.

## Records
Voorafgaand aan het toernooi waren dit het wereldrecord en het kampioenschapsrecord
| Wereldrecord     | Verenigde Staten Michael Phelps Ricky Berens David Walters Ryan Lochte    | 6.58,55 | Rome   | 31 juli 2009     |
| Olympisch record | Verenigde Staten Michael Phelps Ryan Lochte Ricky Berens Peter Vanderkaay | 6.58,56 | Peking | 13 augustus 2008 |

## Uitslagen
De snelste acht teams in de series kwalificeerden zich voor de finale.

### Series
| Rang | Serie | Baan | Land             | Namen | Tijd    | Bijz. |
| ---- | ----- | ---- | ---------------- | --- | ------- | ----- |
| 1    | 2     | 4    | Groot-Brittannië | James Guy (1.45,04) Jack McMillan (1.45,68) Kieran Bird (1.47,68) Thomas Dean (1.46,71)                             | 7.05,11 | Q     |
| 2    | 1     | 4    | Verenigde Staten | Drew Kibler (1.46,43) Brooks Curry (1.45,96) Blake Pieroni (1.46,44) Chris Guiliano (1.46,74)                       | 7.05,57 | Q     |
| 3    | 1     | 3    | Frankrijk        | Hadrien Salvan (1.47,80) Wissam-Amazigh Yebba (1.46,04) Yann Le Goff (1.46,55) Roman Fuchs (1.45,22)                | 7.05,61 | Q     |
| 4    | 2     | 3    | Australië        | Kai Taylor (1.47,60) Zac Incerti (1.47,05) Flynn Southam (1.45,62) Thomas Neill (1.45,36)                           | 7.05,63 | Q     |
| 5    | 1     | 6    | Duitsland        | Lukas Märtens (1.45,66) Rafael Miroslaw (1.46,35) Josha Salchow (1.46,18) Timo Sorgius (1.48,01)                    | 7.06,20 | Q     |
| 6    | 2     | 5    | China            | Ji Xinjie (1.46,59) Niu Guangsheng (1.48,43) Fei Liwei (1.46,57) Zhang Zhanshuo (1.46,13)                           | 7.07,72 | Q     |
| 7    | 1     | 5    | Zuid-Korea       | Lee Ho-joon (1.46,53) Lee Yoo-yeon (1.47,58) Kim Yeong-hyeon (1.48,26) Kim Woo-min (1.45,59)                        | 7.07,96 | Q     |
| 8    | 1     | 2    | Japan            | Tatsuya Murasa (1.47,30) Katsuhiro Matsumoto (1.45,77) Hidenari Mano (1.48,09) Konosuke Yanagimoto (1.47,27)        | 7.08,43 | Q     |
| 8    | 1     | 7    | Israël           | Denis Loktev (1.47,32) Bar Soloveychik (1.47,53) Eitan Ben-Shitrit (1.48,01) Gal Cohen Groumi (1.45,57)             | 7.08,43 | Q, NR |
| 10   | 2     | 6    | Italië           | Giovanni Caserta (1.46,85) Alessandro Ragaini (1.48,08) Carlos D'Ambrosio (1.47,24) Filippo Megli (1.46,46)         | 7.08,63 |       |
| 11.  | 2     | 7    | Griekenland      | Dimitrios Markos (1.47,66) Konstantinos Englezakis (1.46,71) Konstantinos Stamou (1.48,00) Andreas Wazeos (1.47,23) | 7.09,60 |       |
| 12   | 2     | 2    | Brazilië         | Murilo Setin (1.48,56) Fernando Scheffer (1.46,76) Eduardo Oliveira de Moraes (1.48,53) Guilherme Costa (1.46,41)   | 7.10,26 |       |
| 13   | 1     | 1    | Spanje           | César Castro (1.46,84) Luis Domínguez (1.46,82) Carlos Garach (1.48,40) Ferran Julià Tous (1.49,56)                 | 7.11,62 |       |
| 14   | 2     | 8    | Canada           | Patrick Hussey (1.47,83) Alex Axon (1.47,57) Jeremy Bagshaw (1.48,10) Lome Wigginton (1.48,57)                      | 7.12,07 |       |
| 15   | 2     | 1    | Litouwen         | Tomas Navikonis (1.47,08) Danas Rapšys (1.46,29) Tomas Lukminas (1.47,30) Andrius Šidlauskas (1.55,94)              | 7.16,61 |       |
| 16   | 1     | 8    | Zwitserland      | Antonio Djakovic (1.47,97) Nils Liess (1.49,95) Jérémy Desplanches (1.49,24) Tiago Behar (1.50,90)                  | 7.18,06 |       |

### Finale
| Rang   | Baan | Land             | Namen | Tijd    | Bijz. |
| ------ | ---- | ---------------- | --- | ------- | ----- |
| Goud   | 4    | Groot-Brittannië | James Guy (1.45,09) Thomas Dean (1.45,28) Matthew Richards (1.45,11) Duncan Scott (1.43,95)                  | 6.59,43 |       |
| Zilver | 5    | Verenigde Staten | Luke Hobson (1.45,55) Carson Foster (1.45,31) Drew Kibler (1.45,12) Kieran Smith (1.44,80)                   | 7.00,78 |       |
| Brons  | 6    | Australië        | Maximillian Giuliani (1.45,99) Flynn Southam (1.45,53) Elijah Winnington (1.45,19) Thomas Neill (1.45,27)    | 7.01,98 |       |
| 4      | 7    | China            | Ji Xinjie (1.47,14) Fei Liwei (1.46,05) Pan Zhanle (1.45,81) Zhang Zhanshuo (1.45,37)                        | 7.04,37 |       |
| 5      | 3    | Frankrijk        | Wissam-Amazigh Yebba (1.46,72) Hadrien Salvan (1.46,75) Yann Le Goff (1.45,63) Roman Fuchs (1.45,70)         | 7.04,80 |       |
| 6      | 1    | Zuid-Korea       | Yang Jae-hoon (1.49,84) Lee Ho-joon (1.46,45) Kim Woo-min (1.44,98) Hwang Sun-woo (1.45,99)                  | 7.07,26 |       |
| 7      | 8    | Japan            | Tatsuya Murasa (1.46,69) Katsuhiro Matsumoto (1.45,31) Hidenari Mano (1.47,36) Konosuke Yanagimoto (1.48,12) | 7.07,48 |       |
| 8      | 2    | Duitsland        | Lukas Märtens (1.45,31) Rafael Miroslaw (1.46,32) Timo Sorgius (1.49,18) Josha Salchow (1.48,75)             | 7.09,56 |       |
| 9      | 0    | Israël           | Denis Loktev (1.48,16) Gal Cohen Groumi (1.46,25) Tomer Frankel (1.47,71) Bar Soloveychik (1.48,10)          | 7.10,22 |       |